# Loumia Hiridjee
Loumia Hiridjee, née le 1er mars 1962 à Madagascar, et morte tuée lors des attaques à Bombay le 26 novembre 2008, est une femme d'affaires française, connue pour avoir fondé en 1985 avec sa sœur Shama Hiridjee la marque de lingerie féminine Princesse tam.tam. 

## Biographie
Loumia Hiridjee nait à Madagascar dans une famille de marchands musulmans qui ont quitté le Gujarat, une province de l'Inde, pour s'installer à Madagascar. Son grand-père est vendeur de fruits secs et son père tient une quincaillerie. En 1975, la situation politique se dégrade à Madagascar et sa famille l'envoie en France, à l'âge de 13 ans, en pension dans une école catholique. 
Fascinée par Paris et la mode, elle lance à 22 ans, en 1985, avec sa sœur Shama Hiridjee et son mari Mourad Amarsy (lui aussi originaire de Madagascar) sa marque de lingerie qu'elle nomme Princesse tam.tam en pensant à Joséphine Baker. Très vite sa société perce et en moins de deux ans de nombreuses boutiques sont ouvertes.  
En 1994, elle reçoit le prix de manager de l'année puis en 1998 le Prix Veuve Clicquot de la femme d'affaires. En 2006, elle est désignée créatrice de lingerie de l'année.[réf. nécessaire]
En 2005, elle revend sa société Petit Véhicule (Princesse Tam-Tam et Lulu Castagnette) au groupe japonais Fast Retailing mais continue d'y travailler.
Elle soutient Nicolas Sarkozy pour l'élection présidentielle de 2007.
En 2007, souhaitant retrouver ses racines, elle part s'installer avec son mari et ses trois enfants en Inde. Elle va y fonder un site Internet à destination des femmes indiennes.
Elle et son mari Mourad Amarsy sont tués, à l'Oberoi Trident, un hôtel de luxe de Bombay, pris d'assaut par des terroristes islamistes lors des attaques du 26 novembre 2008 à Bombay.